# Marcel Lorenzoni
Pour les articles homonymes, voir Lorenzoni.
 (octobre 2018).
Si vous disposez d'ouvrages ou d'articles de référence ou si vous connaissez des sites web de qualité traitant du thème abordé ici, merci de compléter l'article en donnant les références utiles à sa vérifiabilité et en les liant à la section « Notes et références ».
Marcel Lorenzoni, né le 11 août 1944 à Poggio-di-Lozzi (France) et mort le 24 juin 2000 à Bastelica, est un militant nationaliste corse.

## Biographie

### Jeunesse
Marcel Lorenzoni est poussé très jeune à l’excellence par sa mère institutrice qui l'encourage à entreprendre trois années de faculté dentaire à Marseille, puis un an de fac de lettres à Nice. Marqué par l’envie de s’affirmer, il abandonne ses études pour s'engager dans les parachutistes.
Il fait ses classes au 1er RPIMa à Bayonne et intègre l'école Nationale des sous-officiers à Saint-Maixent, puis l'école d'application d'infanterie à Montpellier.
À l'issue de cette dernière formation, il en sort Sergent étant classé parmi les premiers et opte pour le 3e RPIMa à Carcassonne.
Ayant acquis un goût marqué pour l'autorité, le commandement et l'action directe, il retourne alors au pays où il s'engage progressivement dans la lutte nationaliste.

### Premières armes dans le mouvement indépendantiste
Il participe avec d'autres compatriotes, l'arme au poing, près d'Aléria, le 21 août 1975, à la première action violente et spectaculaire de la mouvance autonomiste menée par Edmond Simeoni. À la tête de 12 hommes armés de fusils de chasse, ils ont "occupé" une cave viticole appartenant à un important chef d'entreprise d'origine pied-noir, pour protester contre une escroquerie qui menaçait de ruiner des centaines de petits viticulteurs (condamnation le 19 novembre 1975 de Depeille, Siegel, Junqua, Cuaz frères, ainsi que celle du groupe Covirep pour infraction sur les lois sur la société et banqueroute). L'assaut donné deux jours plus tard par la gendarmerie (1 200 hommes officiellement), renforcée par des véhicules blindés légers, sur les ordres du ministre de l'Intérieur Michel Poniatowski, approuvé par le Premier ministre Jacques Chirac, fera deux morts parmi les forces de l'ordre et un blessé dans la cave. C'est la première action violente et spectaculaire de la mouvance autonomiste.
Marcel Lorenzoni prend le maquis et écope, en juin 1976, de quatre ans de prison par défaut. Quelques jours après sa condamnation, il est arrêté à Paris, soupçonné d'avoir déposé une bombe dans un dépôt pétrolier à Gennevilliers (Hauts-de-Seine). Incarcéré jusqu'en décembre 1976, il entame en prison une grève de la faim et obtient une relaxe l'année suivante. 
Il s'installe alors dans son fief familial, le village de Bastelica. 
En janvier 1980, il participe à une opération contre des militants du groupe anti-autonomiste « Francia ». ces derniers se livrent alors à une guerre secrète, et selon certains encouragée par le pouvoir, contre les activistes corses. Lorenzoni repère ainsi, dans son village, un commando de Francia, dirigé par un certain commandant Bertolini, dont il pense qu’il vient pour l'assassiner. Le militant nationaliste capture le commandant et  se réfugie avec ses hommes dans l'hôtel Fesch, situé au centre d'Ajaccio. Les clients sont pris en otages.
La police fait le siège de l'établissement, bientôt rejointe par le GIGN. Suit une nuit d'émeutes proches de la guerre civile, au cours de laquelle un CRS est assassiné par un jeune nationaliste, ainsi que deux habitants de la ville abattus par erreur par les forces de l’ordre.
Désavoué par François Santoni, Marcel Lorenzoni accepte finalement de se rendre au commandant Christian Prouteau, parachutiste comme lui, à condition que ses hommes et lui sortent avec leurs armes.
Lorenzoni est condamné pour ces faits à quatre ans d'emprisonnement par arrêt du 11 février 1981, mais après une nouvelle grève de la faim, il bénéficie d’une amnistie ordonnée par le Gouvernement Mauroy dont bénéficient plusieurs nationalistes Corses et est libéré le 5 août 1981.

### La filière agricole
Parallèlement à son engagement au sein du FLNC, Marcel Lorenzoni se lance dans la contestation agricole et fait occuper par des Compatriotes des terrains appartenant à des continentaux. Il fonde les PPCA (Producteurs de porcs corses associés) afin de créer une filière porcine industrielle. Il obtient ainsi des crédits bancaires, bien que sa première année d'exploitation se solde par un échec commercial.
Il cherchera néanmoins des débouchés dans différents pays européens, au Danemark, et en Italie. Ses contacts avec Lillo Lauricella, un promoteur italien installé dans l'île de Cavallo, soupçonné d'entretenir des liens étroits avec la Mafia italienne lui vaudra d’être désavoué une nouvelle fois par François Santoni, qui n’apprécie pas ses « aventures ».
Les contacts qu’il créera à l’occasion de ses activités agricoles lui permettront de créer le Syndicat Corse de l'Agriculture.
Lequel occupera la chambre d'agriculture d'Ajaccio, qui est ensuite détruite par un attentat.

### Un terrain dangereux
Marcel Lorenzoni participera également en 1991 à l'enlèvement d'Aurélien Garcia, Commissaire au développement économique de l'île, action pour laquelle il est une nouvelle fois condamné la même année à trois mois d'emprisonnement avec sursis.
Il sera également lié à l'assassinat d'un militant du FLNC Canal Historique, Robert Sozzi, qu’un groupe de clandestins cagoulés dont l’arrivée est annoncée par Lorenzoni revendiquera lors des Journées internationales de Corte. 
Ce meurtre interne va déclencher une profonde crise au sein du mouvement.
Après la mort du préfet Claude Érignac, les policiers découvriront en effet en perquisitionnant au domicile de la compagne de Lorenzoni, dans la mémoire de son ordinateur, un projet de revendication du meurtre de Sozzi, dont une version légèrement modifiée avait été distribué lors d'une conférence de presse clandestine dans le maquis.
Cette situation n’empêche cependant pas Lorenzoni de monter dans la hiérarchie du mouvement dans les années 1990. Il devient ainsi  secrétaire général d’A Cuncolta Naziunalista, la vitrine officielle du FLNC Canal Historique, en 1993, et fonde un syndicat agricole encore plus radical.

### Le durcissement dans la lutte
Sur le plan de la lutte clandestine, il devient chef opérationnel sur le secteur d’Ajaccio au début des années 1990, grâce au soutien retrouvé de François Santoni, chef incontesté du FLNC Canal Historique.
Ce soutien ne durera pas, et la rupture entre les 2 hommes sera définitivement consommée en 1996, où Lorenzoni claquera la porte d’A Cuncolta Naziunalista pour fonder son propre mouvement, le collectif pour la Nation, qui deviendra le Parti pour l’indépendance en 1998.
Ce mouvement marquera un durcissement de Lorenzoni, qui récuse toute amorce de discussion avec le pouvoir et prône le maintien des actions violentes.
Il participera ainsi le 10 décembre 1997 avec le Comité de défense des agriculteurs corses à l'occupation des locaux de l'Odarc (Office de développement agricole et rural de la Corse), pour protester contre la décision d'Alain Juppé de revoir les conditions d'obtention de certains prêts agricoles. 
À cette occasion, Lorenzoni livrera aux manifestants le contenu d'une note secrète du préfet adjoint pour la sécurité auprès des préfets de la Corse-du-Sud et de la Haute-Corse, Gérard Bougrier, qui réclame, à Paris, une enquête fiscale approfondie sur certaines personnes, dont Marcel Lorenzoni. 
Ladite note sera utilisée pour prendre violemment à partie le préfet Claude Érignac, à tel point que les enquêteurs suivront longtemps une « piste agricole » après l’assassinat de ce dernier. 
La participation de Lorenzoni à ce crime sera longtemps sujet de polémique, et ce non seulement car alors qu’il avait la haute main sur toutes les opérations clandestines qui se déroulaient dans le secteur d’Ajaccio, il connaissait parfaitement les activistes de la région de Cargèse, impliqués plus tard dans l'assassinat du préfet Claude Érignac.
En effet, peu avant la mort du haut fonctionnaire, Marcel Lorenzoni s’est vu mis en cause par deux communiqués d'un mystérieux groupe Sampieru, lequel avait revendiqué l’attentat contre la caserne de gendarmerie de Pietrosella, où des armes sont volées, dont le pistolet MAS 9 millimètres qui servira à assassiner Claude Érignac, le 6 février 1998. 
Trois semaines avant l’assassinat, ce mystérieux groupe annonce son autodissolution. Dans un premier communiqué, il évoque l' «idéal parachutiste» et les chefs «méprisés malgré leur capacité militaire». Il parle également de la «filière porcine».  Marcel Lorenzoni est ainsi clairement désigné. 
Le deuxième texte, lui, condamne par avance toutes les actions menées « contre certains fonctionnaires représentants éminents de l'État colonial ». 
Ces textes, expédiés le 21 janvier 1998 à un journaliste parisien, vont prendre une très grande importance, après le séisme politique provoqué par la mort du préfet Claude Érignac.
Trois jours après l'assassinat du préfet Érignac, Marcel Lorenzoni  est arrêté par la Division nationale anti-terroriste (Dnat). On trouve plusieurs armes chez lui : un fusil à pompe, une carabine Ruger, un fusil semi-automatique, un gilet pare-balles, mais également 18 bâtons de dynamite, ainsi que 6 détonateurs.
Les enquêteurs ont indiqué que Marcel Lorenzoni paraissait sincèrement surpris de la découverte de ces explosifs, qui appartenaient peut être à son fils Pierre, dit Petru. L’affaire avait semble-t-il créé une réelle tension entre les deux hommes.
Marcel Lorenzoni effectue dix-huit mois de détention provisoire sans que sa participation à l'attentat contre le préfet Claude Érignac puisse être prouvée à un seul instant, même s’il ne faisait aucun doute qu’il connaissait personnellement chacune des personnes plus tard condamnée pour l'assassinat, de par ses activités syndicales et clandestines, notamment Alain Ferrandi.
Il est finalement libéré le 6 août 1999.
Un mois plus tard, il comparaît devant le tribunal correctionnel d'Ajaccio pour une dégradation volontaire commise contre le bureau de poste de Porticcio, peu avant son arrestation.
Le 3 mai 2000, il dénonce une dernière fois dans un journal militant, Amnistia, le processus de négociation avec Matignon, et continue à prôner la ligne dure, du combat violent.

### Un décès tragique
Marcel Lorenzoni trouve la mort le matin du samedi 24 juin 2000 dans des circonstances tragiques, alors qu’il était monté pour raisons familiales d'Ajaccio dans son village de Bastelica, où vivaient son ex-femme Catherine et ses enfants, dont son fils Petru — Pierre — 22 ans,,
Lors d’une balade improvisée à Vintusella, à 1 600 mètres d'altitude, proche de la petite station de ski du val d'Ese, il semble que le jeune homme, Pierre, se soit jeté dans un accès de démence sur son père et lui ai porté plusieurs coups d’un couteau qu’il portait caché sur lui.
En se défendant, ainsi que son ex-épouse qui tentait de s’interposer, Marcel Lorenzoni réussit à s’emparer de l’arme et à la retourner contre Petru son fils en lui portant un unique coup, mortel.
Marcel Lorenzoni est quant à lui mort de ses blessures, en attendant les secours appelés par son ex-femme, qui ont mis plus d’une heure à parvenir dans ce secteur car difficilement accessible.
Il semblerait que Petru son fils souffrait de sérieux problèmes d’ordre psychiatrique et ait fait l’objet d’un internement en centre hospitalier un an avant les faits. Il aurait également mal vécu l’incarcération de son père dans le dossier du préfet Erignac.
Les obsèques du père et du fils furent célébrées ensemble dans la cathédrale Saint-Roch d'Ajaccio, le lundi 26 juin, en présence de plus de 1 000 personnes, dont les principaux responsables nationalistes.
Le FLNC, dans le communiqué qui revendique l’attentat avorté de l’avenue Kléber, à Paris, le 26 juin 2000 « s'incline devant la disparition de Petru et Marcel Lorenzoni, militant de la première heure et de tous les combats passés».